# تاراپتار
تاراپتار (به انگلیسی: Taraptar) یک منطقهٔ مسکونی در پاکستان است که در خیبر پختونخوا واقع شده‌است.